# Lignières-Sonneville
Lignières-Sonneville là một xã thuộc tỉnh Charente trong vùng Nouvelle-Aquitaine tây nam nước Pháp. Xã này có độ cao trung bình 53 mét trên mực nước biển.